# Balancement (Kandinsky)
Balancement (en anglais Swinging) est une peinture à l'huile sur toile de 70 × 50 cm  réalisée par Vassily Kandinsky en 1925. L'œuvre est conservée à la galerie Tate Modern de Londres. Le titre fait référence au sens du mouvement de cette œuvre. 